# Live at Slane Castle
Live at Slane Castle è un DVD live dei Red Hot Chili Peppers pubblicato nel 2003, due anni dopo la pubblicazione del loro ultimo concerto in DVD, Off the Map. È stato prodotto da Emer Patten e diretto da Nick Wickham. La registrazione contiene il secondo giorno di concerto allo Slane Castle in Irlanda. È stato filmato il 23 agosto 2003 e il DVD fu pubblicato il 17 novembre 2003. Il DVD contiene l'intero concerto eccetto per la canzone "Soul To Squeeze", a causa della rottura di una corda della chitarra da parte del chitarrista John Frusciante durante la canzone stessa.

## Il video
Raccoglie la performance svolta dal quartetto allo Slane Castle di Slane, in Irlanda. Il concerto è ritenuto uno dei migliori nella storia del rock, grazie anche alla meravigliosa scenografia naturale e alle 80.000 persone accorse per assistervi.
Il DVD ha ricevuto diversi consensi, per la maggior parte positivi. Nel 2006 ne è uscita anche la versione in UMD Video per PSP.

## Curiosità
- Durante la canzone Soul to Squeeze, John Frusciante ruppe una corda della sua chitarra; a causa di questo imprevisto, il brano non fu riportato sul DVD, ma era stato inserito nella scaletta tra le canzoni Right On Time e Can't Stop; Frusciante fece anche la cover I Feel Love di Donna Summer, anch'essa però tagliata dal DVD.
- Questa è una delle pochissime esibizioni di Flea non a torso nudo, infatti il bassista è vestito con un insolito costume da scheletro. Per quasi tutto il concerto suona, poi, il ''Psycho Flea Bass'', un basso Modulus che egli considera tra i suoi preferiti e decorato con numerosi adesivi e scritte riguardanti diverse band punk rock.
- Il concerto si conclude con uno spettacolo pirotecnico sulle note della cover di Redemption Song realizzata da Joe Strummer poco prima di morire, nel dicembre 2002. Questo è un vero e proprio tributo della band all'artista, ritenuto una delle loro più grandi influenze. All'epoca la versione del brano era ancora inedita e sarebbe stata pubblicata solo pochi mesi più tardi nell'album postumo Streetcore.

## Tracce
1. Intro
2. By the Way
3. Scar Tissue
4. Around the World
5. Maybe (John Frusciante cover)
6. Universally Speaking
7. Parallel Universe – L'intro è Latest Disgrace by Fugazi dall'album Red Medicine
8. The Zephyr Song
9. Throw Away Your Television
10. Havana Affair
11. Otherside
12. Purple Stain
13. Don't Forget Me
14. Right on Time – L'intro è "London Calling" dei The Clash dall'album del 1979 London Calling
15. Can't Stop
16. Venice Queen
17. Give It Away – Duetto batteria\tromba tra Flea e Chad
18. Californication
19. Under the Bridge
20. The Power of Equality
21. Outro

## Formazione
- Anthony Kiedis - voce
- John Frusciante - chitarra e voce; chitarra acustica in Venice Queen
- Flea - basso, tromba, cori
- Chad Smith - batteria